# NGC 3819
NGC 3819 ist eine elliptische Galaxie vom Hubble-Typ E1 im Sternbild Löwe an der Ekliptik. Sie ist schätzungsweise 277 Mio. Lichtjahre von der Milchstraße entfernt und hat einen Durchmesser von etwa 65.000 Lj.

Im selben Himmelsareal befinden sich u. a. die Galaxien NGC 3817, NGC 3820, NGC 3822, NGC 3825.
Das Objekt wurde am 18. Januar 1828 vom britischen Astronomen John Herschel entdeckt.